# Формалин
Формали́н — водный раствор формальдегида (метаналь), стабилизированный метанолом.

## Основные данные
Наиболее распространённой стала форма, содержащая 40 % формальдегида, 8 % метилового спирта и 52 % воды. Источник формальдегида, дезинфицирующее и дезодорирующее средство, жидкость для сохранения анатомических препаратов и дубления кож. Ирритант, токсичен.
Формалин технический марка ФМ ГОСТ 1625-2016 «Формалин технический. Технические условия» — водометанольный раствор формальдегида — бесцветная прозрачная жидкость. При хранении допускается образование мути или белого осадка, растворимого при температуре не выше 40 °С. Такой раствор содержит 37 % формальдегида по массе и объёму, имеет плотность около 1,1 г/см³, зависящую от количества стабилизирующего метанола. Используется в производстве: синтетических смол, синтетического каучука, поверхностно-активных веществ, многоатомных спиртов, формалей и других метиленовых производных.
Широкое применение находит: в бумажной промышленности для улучшения прочности и качества бумаги; в кожевенной — для дубления кожи; в текстильной — для повышения сопротивляемости изделий к смятию и усадке; в сельском хозяйстве — для обработки семян и корнеплодов, дезинфекции почвы и животноводческих помещений; в медицине — в качестве дезинфицирующего средства. Упаковка — железнодорожные и автоцистерны с алюминиевыми или нержавеющими котлами, полиэтиленовые бутыли, бидоны; алюминиевые, нержавеющие или стальные с антикоррозионным покрытием бочки вместимостью до 200 дм³.
Транспортируют железнодорожным или автомобильным транспортом в крытых транспортных средствах в соответствии с правилами перевозки грузов, действующими на данном виде транспорта.
Технический формалин хранят в обогреваемых емкостях, изготовленных из материалов, обеспечивающих сохранение качества продукта при температуре 10—25 °С. В упаковке изготовителя — в отапливаемых складских помещениях при температуре 10—25 °С.
Гарантийный срок хранения — 3 месяца со дня изготовления.

## Применение
Формалин свёртывает белки и предотвращает их разложение. Поэтому он применяется для дубления желатина при производстве кинофотоплёнки, для сохранения анатомических и зоологических влажных препаратов, используется при бальзамировании, как фиксатор в микроскопии, а также как антисептик. Широко применяется для инактивации бактерий и вирусов при производстве инактивированных вакцин.
Используется в патологоанатомических отделениях для дезинфекции трупов, также для обработки одежды для захоронения и гробов, позволяет защитить тело умершего и препараты для патогистологических исследований от гниения.
Используется для производства фенолформальдегидных олигомеров.